# Nutzi Acontz
Nutzi Acontz (Popovici Ana) (n. 16 noiembrie 1894, Focșani, Vrancea, România – d. 19 decembrie 1957, Iași, România) a fost o pictoriță română.

## Biografie
Provine dintr-o stirpe armeană stabilită de multă vreme în Moldova, la Iași. Tatăl ei a fost Gheorghe Popovici-Acontz (1850-1925), general medic. Scriitorul Aurel Leon realizează în volumul IV din seria de evocări Umbre, (Iași, 1979) – acest portret fizic al pictoriței: 
“O fată scundă cu obrazul rotund de orientală și frunte înaltă sub bascul așezat pe cosițe întunecate. Atrăgea în primul rînd lumina ochilor ei, ceva ca o stare de extaz. Mai tîrziu m-am convins că Nuți Acontz era acordată cu pictura, pe care o făcea, cu transparențe prețioase, parcă rezultatul unei lungi elaborări dar, de fapt, spontane, alături de brusca izbucnire a petei de culoare neașteptată în registrul calm din cadru.”
A studiat la Școala de Belle Arte din Iași (1914) cu profesorii Constantin Artachino, Gheorghe Popovici și Emanoil Bardasare, fiind colegă cu Aurel Băeșu, Max Arnold, Adam Bălțatu și Aurelia Vasiliu-Ghiață.
După terminarea studiilor artistice, a lucrat pentru puțin timp ca profesoară de desen la Focșani și Constanța, iar din anul 1930 s-a stabilit la București și s-a dedicat exclusiv picturii. Genurile sale predilecte au fost peisajul, natura statică, florile, scenele de interior și, în mai mică măsură, portretul și compoziția figurativă. Dintre peisaje se pot menționa: Vedere din Syra, Peisaj de coastă, Peisaj din Balcic, Peisaj dobrogean, În vie la Iași, Peisaj din Bucium, Fructieră cu mere, Trandafiri în pahar, Potcovitul cailor, Cafeneua turcească. 
A călătorit în insulele grecești, în Bulgaria și în Franța la  La Ciotat, precum și în Bretania, la Concarneau, Pont-Aven, călătorii din care s-a întors cu numeroase schițe în tuș ori acuarelă, care vor fi folosite pentru lucrările sale ulterioare.
La Balcic, unde i-a cunoscut pe Nicolae Tonitza, Francisc Șirato, ea a lucrat multe peisaje dobrogene de un rafinament cromatic acoperind un registru larg, care o distinge și o individualizează. Lucrările sale se află în colecții de artă din țară și din străinătate.

## Scrieri despre Nutzi Acontz
Au fost elaborate unele scrieri despre pictorița Nutzi Acontz, cum sunt:
- Georgeta Peleanu, Nutzi Acontz. București: Editura Meridiane, 1970
- Aldea Hortensiu N., Arama-Cernat Ivona, Nutzi Acontz, 1894-1957, expoziție retrospectivă 100 de ani de la nașterea artistei, Complexul Muzeal "Moldova", Iași, 1995
- în 2011 a fost elaborat sub îngrijirea Aldei Hortensiu un album monografic al artistei.[7]